# Mollierův diagram

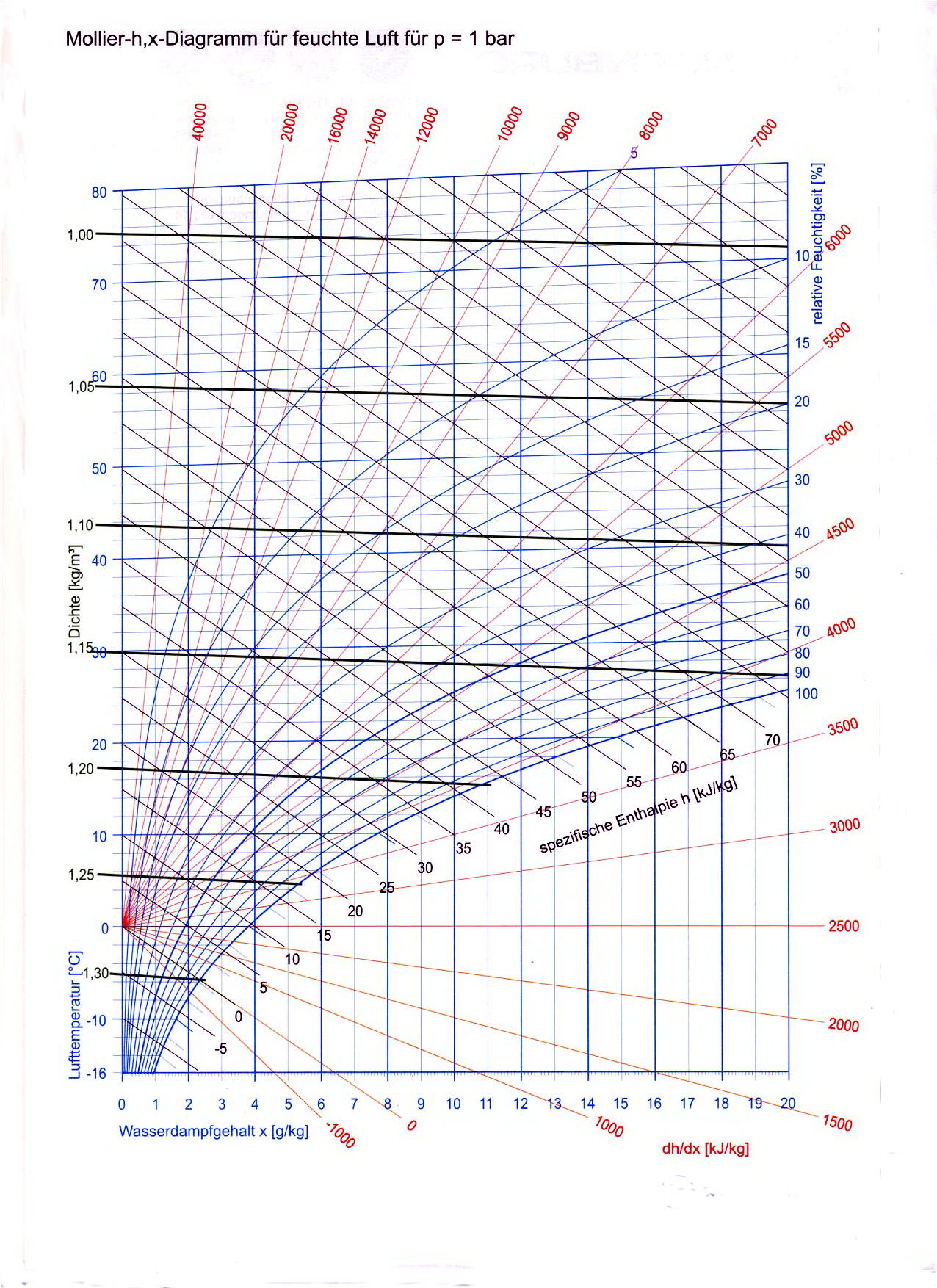
Mollierův h-x diagram.

Mollierův diagram (také i-x, h-s nebo h-x diagram podle použitých os) je stavovým diagramem ukazujícím vzájemnou závislost vlhkosti vzduchu a teploty při izobarických dějích. Diagram je pojmenován po Richardu Mollierovi.

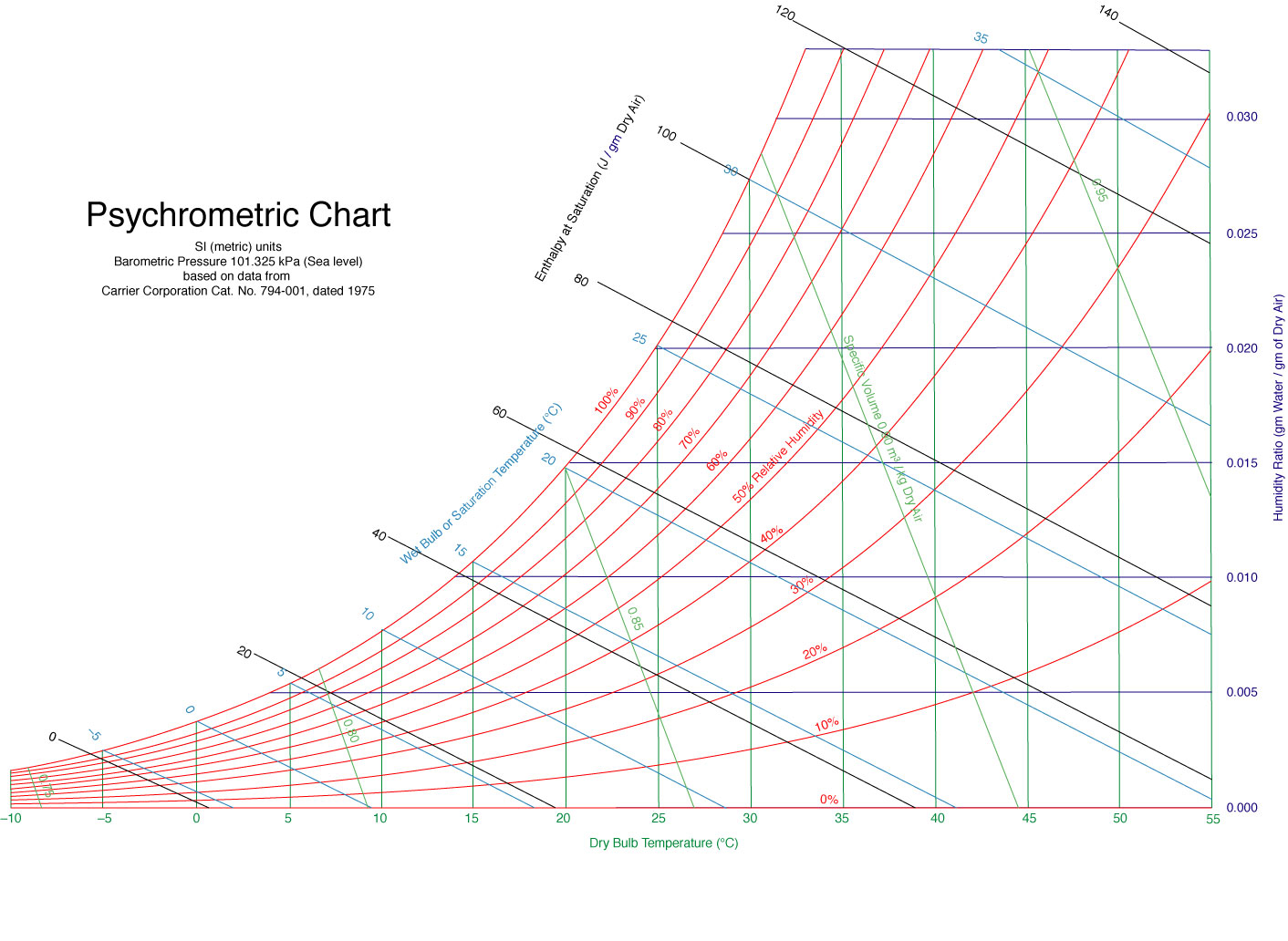
Psychrometrický diagram, jehož otočením a překlopením vznikne Mollierův diagram.

Velmi podobný je i tzv. psychrometrický diagram užívaný v anglosaské literatuře, který vznikne pouhým překlopením a otočením Mollierova diagramu.

## Osy a křivky v grafu
Na vodorovné ose bývá vyznačen poměr hmotnosti vody (vodních par) v určité hmotnosti vzduchu (měrná vlhkost vzduchu, x [kg/kg]).
Na svislé ose bývá vyznačena tzv. „suchá“ teplota vzduchu. (Anglicky „dry bulb temperature“. „Mokrá“ teplota vzduchu, také teplota mokrého teploměru, bývá měřena v proudícím vzduchu teploměrem potaženým navlhčenou punčoškou a bývá nižší.)
V grafu jsou vyznačeny křivky s konstantní relativní vlhkostí vzduchu (φ [%], někdy též rH z anglického relative humidity, izohumida, připomínají logaritmus).
Dále mohou být v grafu vyznačeny následující přímky:
- Přímky s konstantní entalpií (tepelná energie jednotkového množství, h [J/kg]).
- Přímky s konstantní tzv. „inverzní hustotou“ vzduchu [m³/kg].
- Přímky s konstantní „mokrou“ teplotou.

### Princip odvlhčování vzduchu
Mollierův diagram má v praxi význam například při návrhu vzduchotechnických jednotek, u kterých je požadována funkce odvlhčování vzduchu. Do zařízení vstupuje vzduch o určité teplotě a relativní vlhkosti. Průchodem přes chladič se vzduch ochladí (v grafu pohyb svisle dolů), tím stoupá jeho relativní vlhkost. Pokud je vzduch ochlazen až na takovou teplotu, že jeho relativní vlhkost dosáhne 100% (teplota rosného bodu), vysráží se vodní páry na povrchu chladiče, odkud jsou svedeny pryč, tím klesá množství vody ve vzduchu (v grafu šikmo doleva dolů po křivce se 100% rH). Následovně je vzduch prohnán ohřívačem, ve kterém je ohřátý na požadovanou teplotu (v grafu pohyb svisle vzhůru, klesá relativní vlhkost).
Je tedy zřejmé, že pokud má mít vzduch na výstupu určitou teplotu a relativní vlhkost (která má být nižší než vlhkost původní), je potřeba z Mollierova diagramu správně odečíst potřebnou teplotu, na kterou má být vzduch ochlazen, aby se ze vzduchu odebralo správné množství vody.

### Entropie a entalpie

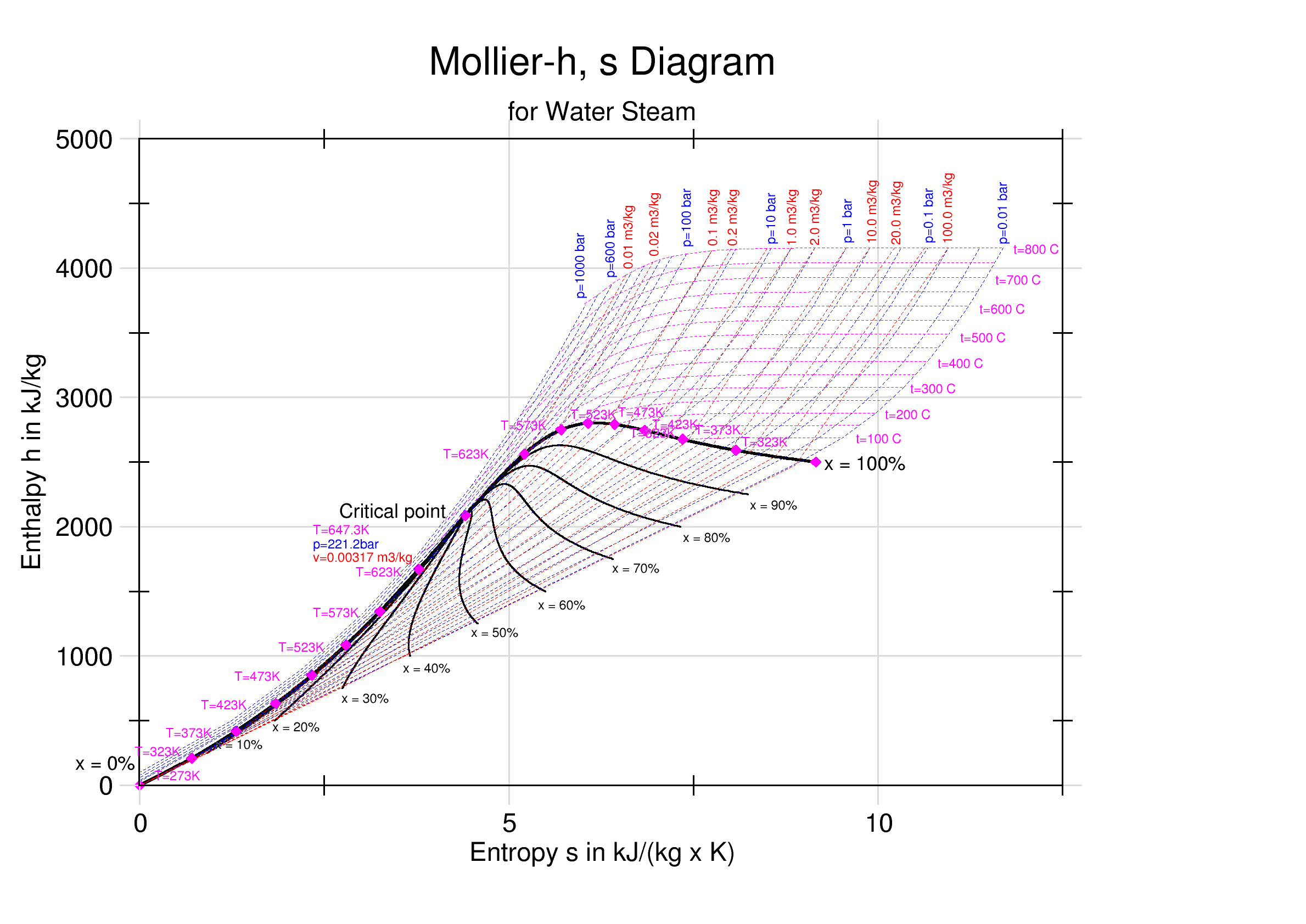
Verze Mollierova diagramu, kde je na osách entropie a entalpie.

Za Mollierův diagram bývá také označován graf mající na vodorovné ose entropii a na svislé entalpii. V grafu jsou vyznačeny izobary, izochory, izotermy a křivky s konstantní vlhkostí (izohumidy).